# Crush.Fukk.Create: Requiem for Generation Armageddon
Crush.Fukk.Create: Requiem for Generation Armageddon är det andra musikvideoalbumet av polska blackened death metal-bandet Behemoth. Det gavs ut via Regain Records som en dubbel-DVD 2004. Albumet är producerat av Adam "Nergal" Darski.
Första DVD-skivan innehåller två konserter inspelade under Party.San Open Air-festivalen 2003 respektive Mystic-festivalen 2001 samt musikvideorna till "As Above So Below" och "Christians to the Lions". Den andra skivan innehåller en dokumentärinspelning i 11 delar. 

## Spårlista

### Livespelningar
Pandemonium - live på Party.San Open Air-festivalen
1. "Antichristian Phenomenon"
2. "From the Pagan Vastlands"
3. "Heru Ra Ha: Let There Be Mïght"
4. "Christians to the Lions"
5. "Hekau 718"
6. "No Sympathy for Fools"
7. "Decade of Therion"
8. "As Above so Below"
9. "Chant for Eschaton 2000"
10. "Pure Evil & Hate"

Mother Khaoz on Stage - live på Mystic-festivalen
1. "Christians to the Lions"
2. "Decade of Therion"
3. "From the Pagan Vastlands"
4. "Antichristian Phenomenon"
5. "LAM"
6. "Satan's Sword (I Have Become)"
7. "Chant for Eschaton 2000"

### Videoklipp
- "As Above So Below"
- "Christians to the Lions

### "Speak to the Devil"-dokumentär
- Interview And introduction To selected episodes by Nergal
- The past is like a funeral...
- X-Mass festivals
- Italian affair
- First headlining experience
- Poland
- Barbarossa east tour
- Mexican episode
- European crusade
- Album production and studio scenes
- Conquering US and other stuff...

## Musiker
- Adam "Nergal" Darski –  sång, gitarr
- Zbigniew "Inferno" Promiński – trummor
- Tomasz "Orion" Wróblewski – bas
- Mateusz Maurycy "Havoc" Śmierzchalski – gitarr
- Marcin "Novy" Nowak – bas